# Funt Jersey
Funt Jersey (ang. Jersey Pound) – waluta obowiązująca razem z funtem szterlingiem na wyspie Jersey.
Banknoty i monety funta Jersey, jak i te emitowane przez Bank of England są prawnym środkiem płatniczym na Jersey, jednak jerseyska waluta nie jest prawnym środkiem płatniczym w Wielkiej Brytanii, a przy próbie płacenia takimi pieniędzmi poza Jersey i Guernsey sprzedawca może odmówić ich przyjęcia. 
Funt Jersey nie posiada własnego kodu ISO 4217, ale tam gdzie taki kod jest wymagany stosuje się skrót JEP.

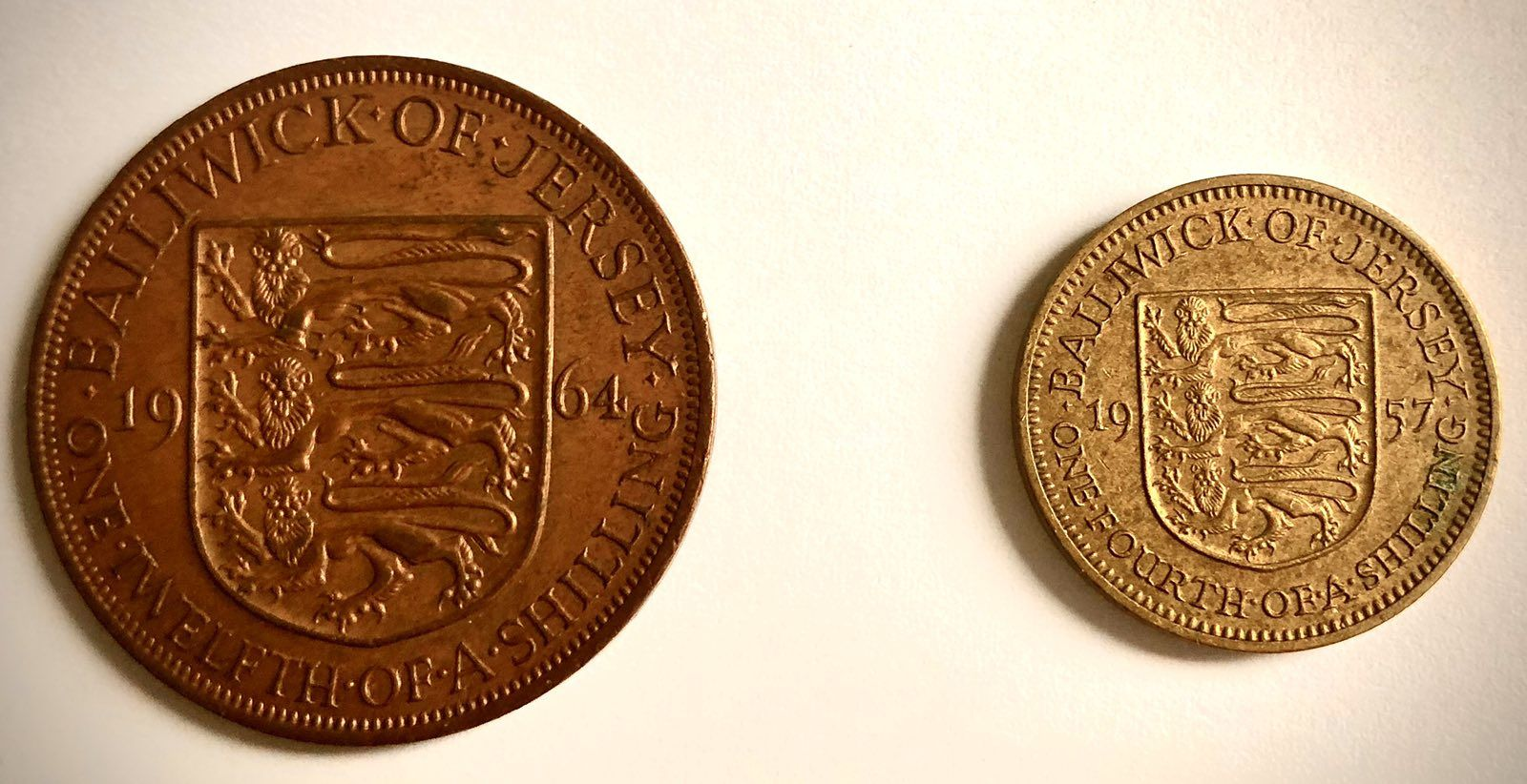
Jersey-skie monety z czasów przed decymalizacją

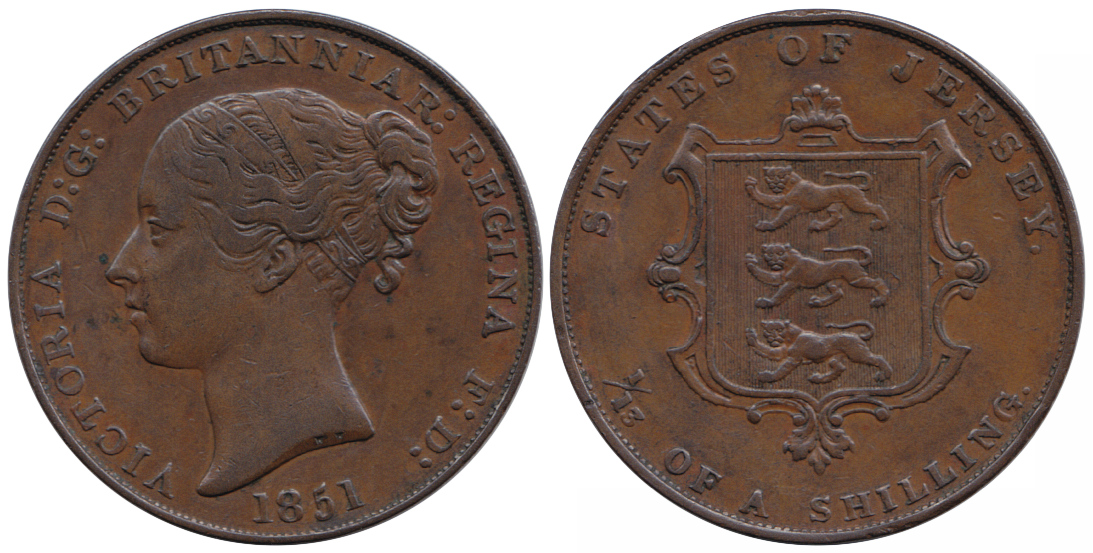
Moneta 1/13 szylinga, 1851, królowa Wiktoria. Miedź
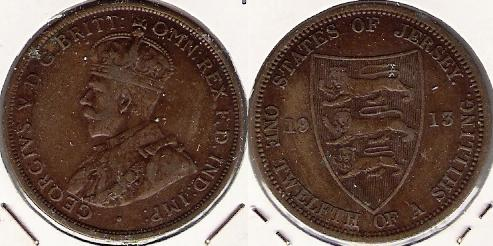
Moneta 1/12 szylinga, 1813, Jerzy V. Brązy
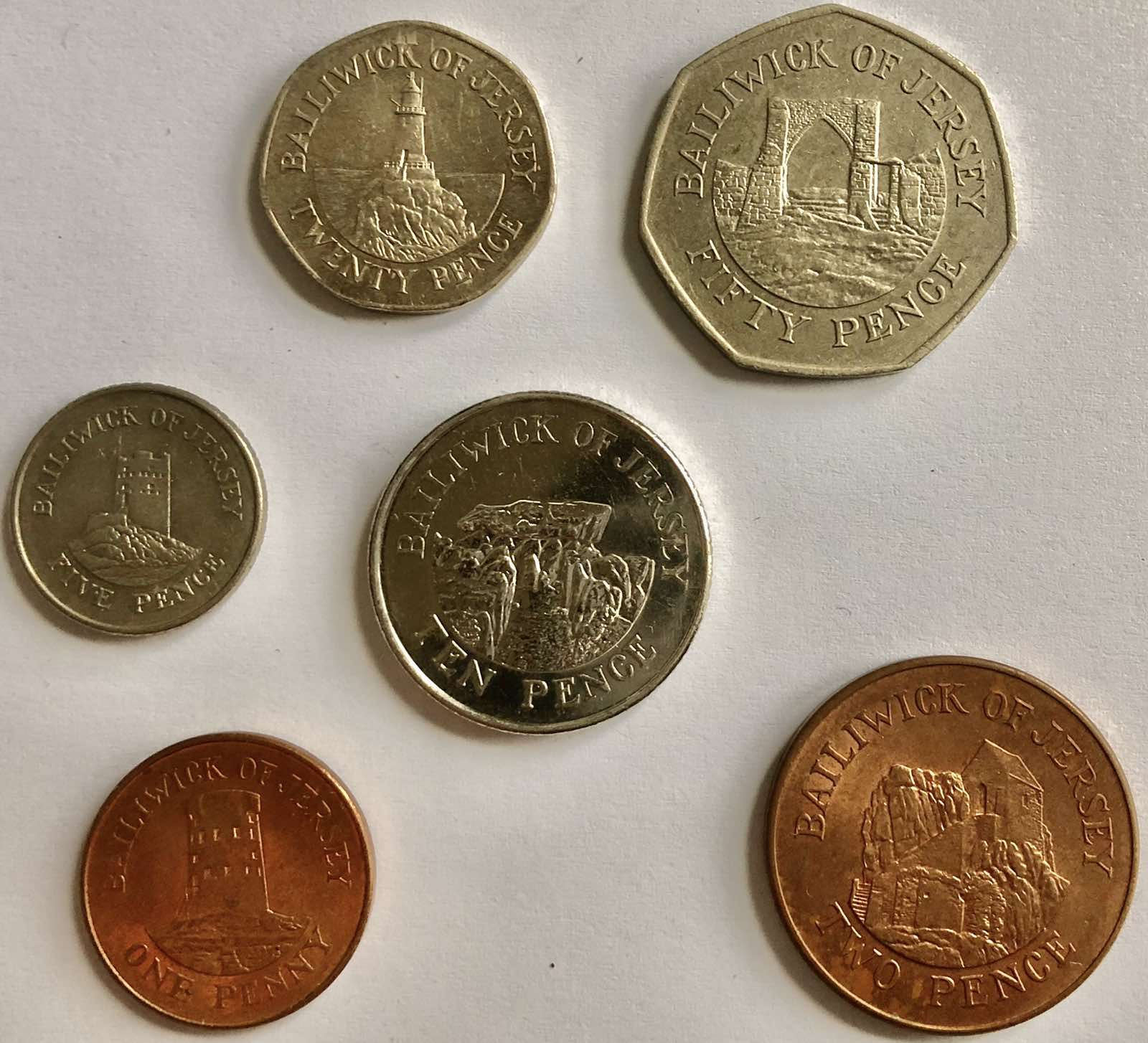
Monety z Jersey